# Metro v Paříži
Síť podzemní dráhy v Paříži má 16 linek a patří k největším, nejstarším, nejznámějším a nejvytíženějším na světě. Provozovatelem sítě je společnost RATP, která zajišťuje dopravu v celé Paříži a rovněž i v jejím okolí.
Jedná se o síť o celkové délce 245,6 kilometru. Cestujícím slouží 321 stanic (z toho kolem šedesáti přestupních). Každá z celkových šestnácti linek má vlastní trať (až na malé výjimky), linky jsou číslované a mají i svoji barvu. Během historie prošlo číslování drobnými změnami, některé linky byly časem spojeny (13 a původní 14), jiné rozděleny (3bis, 7bis).
Metro bylo otevřeno na počest Světové výstavy v roce 1900, kterou Paříž právě v této době pořádala. Metro bylo zprovozněno pod názvem Métropolitain (zkratka názvu dopravce Compagnie du chemin de fer métropolitain de Paris), což se následně zkrátilo na Métro. Tento název má neformálně pařížské metro dodnes; tato zkratka se bez accentu aigu nad e potom rozšířila do celého světa, kde označuje podobné systémy podzemních drah.

## Technický přehled
Rozchod kolejí pařížského metra je standardní evropský, 1435 mm. Napájení vozů zajišťuje přívodní třetí kolejnice, elektrický proud je zde pod napětím 750 V. Průměrná mezistaniční vzdálenost představuje 562 m, v centru Paříže se však stanice nacházejí k sobě mnohem blíže. Průměrná cestovní rychlost je 35 km/h, maximální technická pak dvojnásobná (s výjimkou linky 14, kde je to 80 km/h).
Historicky první linky byly budovány jako hloubené, a to vzhledem k primitivním stavebním technikám. Ražené úseky tehdy v podstatě neexistovaly a nestavěly se. Proto jsou také tyto linky vedeny ve směru dopravně vytížených pařížských tříd. Kromě toho byly vybudovány také mnohé úseky jako nadzemní (tj. po viaduktech), či povrchové.
V druhé polovině 20. století se však pařížské metro ukázalo naopak jako průkopník nových technologií. Roku 1998 zde byla velkolepě zprovozněna první linka zcela automatizovaná.

## Dopravní význam
Denně pařížské metro přepraví kolem čtyř a půl milionů cestujících. Těm jsou k dispozici celkem dva typy vlaků – některé s ocelovými koly, tj. klasické, a jiné s koly na pneumatikách (jedná se o linky 1, 4, 6, 11 a 14).
Metro nespojuje jen jednotlivé části metropole; vede i za její hranice, do měst jako například Saint-Denis, a obstarává i jejich dopravní spojení. Jedná se o páteř celé pařížské dopravy. Na ještě delší vzdálenosti po celém Île-de-France zajišťuje vhodnou dopravní obslužnost síť městské železnice RER.

## Vlaky
Délka souprav je různá, pohybuje se od tří až po osm vozů v jedné soupravě. Do provozu je nasazováno celkem sedm typů vozů metra. Nejstarší jsou z 60. let, ty nejnovější naopak připomínají spíše než několik vagónů spřažených ve vlak jeden dlouhý několikakloubový vůz – jsou celé průchodné od jednoho konce soupravy až na druhý. To pomáhá zvýšit kapacitu celého systému, který bývá v časech dopravních špiček velmi vytížen.

## Galerie
- Vstup do metra ve stanici Anatole France
- Vlak linky 4 ve stanici Cité
- Mapa pařížského metra

## Linkové vedení
| Linka | Trasa                                                            | Obrázek | Rok otevření | Poslední prodloužení | Délka v km | Počet stanic | Typ souprav       | Počet vozů | Poznámka                            |
| ----- | ---------------------------------------------------------------- | ------- | ------------ | -------------------- | ---------- | ------------ | ----------------- | ---------- | ----------------------------------- |
|       | La Défense – Château de Vincennes                                |         | 1900         | 1992                 | 16,6       | 25           | MP 05             | 6          | Gumokolové metro bez strojvedoucího |
|       | Porte Dauphine – Nation                                          |         | 1900         | 1903                 | 12,3       | 25           | MF 01             | 5          |                                     |
|       | Pont de Levallois-Bécon – Gallieni                               |         | 1904         | 1971                 | 11,7       | 25           | MF 67             | 5          |                                     |
|       | Gambetta – Porte des Lilas                                       |         | 1971         | 1971                 | 1,3        | 4            | MF 67             | 3          |                                     |
|       | Porte de Clignancourt – Bagneux-Lucie Aubrac                     |         | 1908         | 2022                 | 13,9       | 29           | MP 89 MP 05 MP 14 | 6          | Gumokolové metro bez strojvedoucího |
|       | Place d'Italie – Bobigny-Pablo Picasso                           |         | 1906         | 1985                 | 14,6       | 22           | MF 01             | 5          |                                     |
|       | Charles de Gaulle-Étoile – Nation                                |         | 1909         | 1942                 | 13,7       | 28           | MP 73 MP 89       | 5          | Gumokolové metro                    |
|       | Villejuif-Louis Aragon / Mairie d'Ivry – La Courneuve-8 Mai 1945 |         | 1910         | 1987                 | 22,5       | 38           | MF 77             | 5          |                                     |
|       | Louis Blanc – Pré-Saint-Gervais                                  |         | 1967         | 1967                 | 3,1        | 8            | MF 88             | 3          |                                     |
|       | Balard – Pointe du Lac                                           |         | 1913         | 2011                 | 23,4       | 38           | MF 77             | 5          |                                     |
|       | Pont de Sèvres – Mairie de Montreuil                             |         | 1922         | 1937                 | 19,6       | 37           | MF 01             | 5          |                                     |
|       | Boulogne-Pont de Saint-Cloud – Gare d'Austerlitz                 |         | 1923         | 1981                 | 11,7       | 23           | MF 67             | 5          |                                     |
|       | Châtelet – Rosny-Bois-Perrier                                    |         | 1935         | 2024                 | 11,7       | 19           | MP 14             | 5          | Gumokolové metro                    |
|       | Mairie d'Issy – Mairie d'Aubervilliers                           |         | 1910         | 2022                 | 17,2       | 31           | MF 67             | 5          |                                     |
|       | Châtillon-Montrouge – Les Courtilles / Saint Denis-Université    |         | 1911         | 2008                 | 24,3       | 32           | MF 77             | 5          |                                     |
|       | Saint-Denis – Pleyel – Aéroport d'Orly                           |         | 1998         | 2025                 | 27,8       | 21           | MP 14             | 8          | Gumokolové metro bez strojvedoucího |

Ve výstavbě jsou ještě další čtyři linky (15–18), které jsou stavěny v návaznosti na stávající v rámci projektu Grand Paris Express.

## Tragické události a nehody v pařížském metru
- 10. srpna 1903 způsobil požár na poškozené vlakové soupravě dosud největší neštěstí v dějinách pařížského metra. Stanice Ménilmontant byla sice včas evakuována, ovšem v sousední stanici Couronnes zahynulo udušením 84 osob.
- Během náletu 11. března 1918 obyvatelé čtvrti běželi do úkrytu ve stanici Bolivar. U vchodu bylo v nastalé tlačenici mnoho lidí ušlapáno.
- 23. dubna 1930 vlak jedoucí na sever stál na červenou mezi stanicemi Porte de Versailles a Convention a zezadu do něj v plné rychlosti narazil další vlak, jehož strojvůdce přehlédl znamení k zastavení. Při nehodě zemřeli dva lidé a mnoho dalších bylo zraněno.
- Na 8. února 1962 (v závěru alžírské války) svolala komunistická strana zakázanou demonstraci za nezávislost Alžírska. Při jejím potlačování zemřelo v prostorách stanice Charonne 9 lidí.
- 10. ledna 1963 se stala další nehoda ve stanici Porte de Versailles. Při kolizi vlaků bylo zraněno 40 cestujících.
- 6. října 1995 na stanici Maison Blanche spáchala útok alžírská islamistická skupina. Bylo zraněno 18 osob.
- 30. srpna 2000 došlo ve stanici Notre-Dame-de-Lorette k nehodě, která si vyžádala 24 lehce zraněných. Řidič vjel do stanice nepřiměřenou rychlostí, takže u vjezdu do stanice jeden vůz vykolejil.
- 6. srpna 2005 nefunkční jistič blokující kola před maximálním zrychlením způsobil požár vozu ve stanici Simplon. 19 lidí bylo lehce otráveno kouřem (jeden cestující a 18 zaměstnanců RATP).
- 29. července 2007 během ranní špičky došlou vinou brzd k požáru ve vlaku mezi stanicemi Invalides a Varenne. Kouř přiotrávil 35 osob, z toho 15 vážně.